# Meppelerdiep

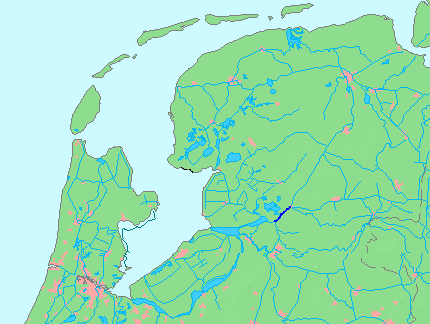
Verlauf der Meppelerdiep

Das Meppelerdiep ist ein Kanal in den niederländischen Provinzen Drenthe und Overijssel. Der Kanal verläuft von Meppel bis nach Zwartsluis. Er hat eine Länge von 10 km. Das Meppelerdiep verbindet die Drentsche Hoofdvaart und die Hoogeveense Vaart mit der ehemaligen Zuiderzee, wobei das letzte Stück über den Fluss Zwarte Water verlief, der bei Genemuiden in die Zuiderzee mündete.
Ursprünglich war das Meppelerdiep ein natürlicher Fluss und hieß Sethe. Im Laufe der Zeit wurde der Fluss mehrere Male ausgebaggert und begradigt. Diese Begradigungen war nötig, um den Transport des Torfs, bis in das 19. Jahrhundert ein wichtiger Brandstoff, zu ermöglichen. Meppel und Zwartsluis waren wichtige Umschlagplätze für Torf, der von hier nach Holland verschifft wurde. Durch den Torfabbau wurde jedoch das Meppelerdiep höherem Wasserzufluss ausgesetzt. 